# Araneus gemma
Araneus gemma (McCook, 1888) è un ragno appartenente alla famiglia Araneidae.

## Distribuzione
La specie è stata rinvenuta in USA, Canada e Alaska.

## Tassonomia
Non sono stati esaminati esemplari di questa specie dal 2003
Attualmente, a dicembre 2013, non sono note sottospecie